# Добромиль (Підляське воєводство)
Добромиль (Доброміль, пол. Dobromil) — село в Польщі, у гміні Більськ-Підляський Більського повіту Підляського воєводства. Населення — 71 особа (2011).

## Історія
Вперше згадується 1577 року. У минулому мешканцями села були руські бояри, а саме поселення називалося Ромашки.
У 1975—1998 роках село належало до Білостоцького воєводства.

## Демографія
Демографічна структура станом на 31 березня 2011 року:
|          | Загалом | Допрацездатний вік | Працездатний вік | Постпрацездатний вік |
| -------- | ------- | ------------------ | ---------------- | -------------------- |
| Чоловіки | 35      | 10                 | 23               | 2                    |
| Жінки    | 36      | 6                  | 20               | 10                   |
| Разом    | 71      | 16                 | 43               | 12                   |